# Zuzanna Krupa
Zuzanna Krupa (ur. 1 października 2001) – polska koszykarka, występująca na pozycjach silnej skrzydłowej lub środkowej, obecnie zawodniczka Energi Krajowej Grupy Spożywczej Toruń.

## Osiągnięcia
Stan na 4 maja 2024, o ile nie zaznaczono inaczej.

### Drużynowe

#### Seniorskie
- Uczestniczka:
  - międzynarodowych rozgrywek Eurocup (2021–2023)
  - Lotto 3x3 Ligi Kobiet (2024 – 7. miejsce)

#### Młodzieżowe
5x5
- Wicemistrzyni Polski juniorek (2019)[2]

3x3
- Akademicka mistrzyni Polski 3x3 (2022)
- Wicemistrzyni Pomorza 3x3 U–23 (2021)
- Brązowa medalistka halowych mistrzostw Pomorza 3x3 U–23 (2019)
- Uczestniczka mistrzostw Polski 3x3:
  - akademickich (2022, 2023 – 5. miejsce)
  - młodzieżowych U–23 (2021 – 10. miejsce, 2022 – 7. miejsce)

### Indywidualne

#### Młodzieżowe
- Zaliczona do I składu mistrzostw Polski juniorek (2019)[2]